# Krzysztof Białasik
Krzysztof Białasik SVD (* 7. Juli 1958 in Zbąszynek) ist ein römisch-katholischer Geistlicher und Bischof von Oruro.

## Leben
Krzysztof Białasik trat der Ordensgemeinschaft der Steyler Missionare bei, legte am 8. September 1980 die Profess ab und der Erzbischof von Breslau, Henryk Roman Kardinal Gulbinowicz, weihte ihn am 15. Juni 1985 zum Priester. 
Papst Benedikt XVI. ernannte ihn am 30. Juni 2005 zum Bischof von Oruro. Der Apostolische Nuntius in Bolivien, Ivo Scapolo, spendete ihm am 17. September desselben Jahres die Bischofsweihe; Mitkonsekratoren waren Edmundo Luis Flavio Abastoflor Montero, Erzbischof von La Paz, und Jesús Juárez Párraga SDB, Bischof von El Alto. 